# Tetramesa subfumata
Tetramesa subfumata é uma espécie de insetos himenópteros, mais especificamente de vespas pertencente à família Eurytomidae.
A autoridade científica da espécie é Walker, tendo sido descrita no ano de 1871.
Trata-se de uma espécie presente no território português.